# Elachura formosa
La ratina moteada (Elachura formosa) es una especie de ave paseriforme propia de los bosques de montaña del Himalaya oriental y el sudeste de Asia. Es la única especie del género Elachura y la familia Elachuridae.

## Taxonomía
Anteriormente se clasificaba en el género Spelaeornis, dentro de la familia Timaliidae, como S. formosus, pero estudios genéticos de 2014 proporcionaron pruebas de que era diferente del resto de integrantes de ese género y que formaba parte de un linaje basal dentro del clado de aves de Passerida, y que no tenía parientes cercanos vivos. Esto llevó a la creación de una nueva familia, Elachuridae, para ubicar únicamente a esta especie, siendo así un taxón monotípico.

## Descripción
La ratina moteada mide unos 10 cm de largo, incluida su corta cola. Sus partes superiores son de tonos pardos con las inferiores algo más claras. Sus alas y cola son de tono castaño rojizo. Presenta moteado blanco en todo su cuerpo, y listado claro y oscuro alternado en alas y cola.

## Distribución y hábitat
Se encuentra en Bangladés, Birmania, Bután, China, India, Laos, Nepal y Vietnam. Su hábitat natural son los bosques húmedos subtropicales de montaña. Se encuentra en el sotobosque y entre el matorral denso de este tipo de bosque, con preferencia por sueno con cubiertas de helechos densas, rocas con musgo y troncos caídos en putrefacción, matorrales (generalmente cerca de arroyos) y hierbas altas.